# Заспа Лариса Леонідівна
Лариса Леонідівна Заспа (22 вересня 1971, Хмельницький) — українська гандболістка, призер Олімпійських ігор. Одинадцятиразова чемпіонка України.

## Біографія
Вихованка тренера Михайла Миколайовича Тимошенка (Хмельницький).
У сьомому класі перейшла вчитися в Київський спортивний ліцей-інтернат, тод виступала на позиції польової гравчині. Саме в КСЛІ їй визначили позицію воротарки.
Після випуску з ліцею-інтернату деякий час грала за київський «Спартак».
Після не дуже вдалого сезону у київській команді Заспу перевели у другу команду, що виступала у першій лізі. Згодом вона прийняла пропозицію приєднатися до запорізького «Мотору».
1994 року закінчила Український університет фізичного виховання та спорту.
Лариса Заспа виступала за команду «Мотор» із Запоріжжя.
Олімпійську медаль вона виборола на афінській Олімпіаді в складі збірної України з гандболу.

## Титули і досягнення

### Ігрові
- Переможниця юніорського чемпіонату світу U-20: 1991
- Володарка Кубка володарів кубків: 2001

### Державні
- Орден княгині Ольги III ступеня
- Почесна грамота Кабінету Міністрів України
- Медаль «За розвиток Запорізького краю»
- Майстер спорту міжнародного класу: 1991
- Заслужений майстер спорту України: 2004[2]